# Tobias Heinrich Lotter

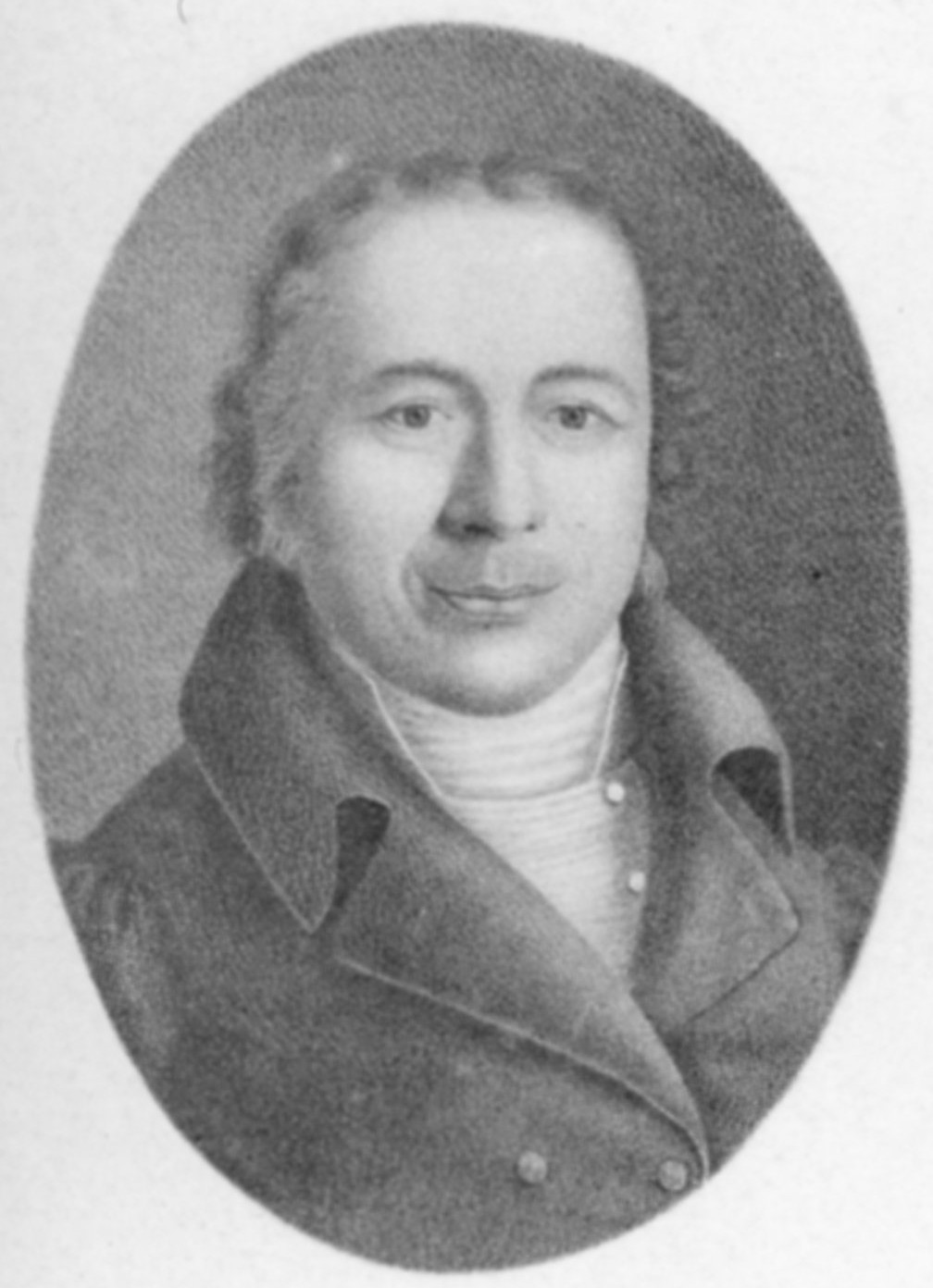
Tobias Heinrich Lotter

Tobias Heinrich Lotter (* 14. September 1772 in Stuttgart; † 20. Februar 1834 ebenda) war ein deutscher Kaufmann, Armenpfleger und Schriftsteller. 

## Leben
Tobias Heinrich Lotter besuchte das Stuttgarter Gymnasium und ergriff, wie sein Vater Tobias Ludwig Lotter (1743–1814), den Beruf des Kaufmanns. Daneben engagierte er sich tatkräftig in der Armen- und Wohlfahrtspflege. Er gehörte 1805 zu den Gründungsmitgliedern der „Privatgesellschaft freiwilliger Armenfreunde“, die 1806 eine „Suppenanstalt“ und 1807 eine „Beschäftigungsanstalt für Kinder“ ins Leben rief.
Angesichts der Hungersnot im Jahr ohne Sommer 1816 legte Lotter seinen Beruf nieder und verstärkte sein soziales Engagement. Er wirkte nunmehr auch in der von Königin Katharina von Württemberg in jenem Jahr initiierten „Centralleitung des Wohlthätigkeitsvereins“ mit und beteiligte sich an der Entstehung weiterer sozialer wie pädagogischer Werke, unter anderem an „Kleinkinder-Anstalten“ sowie in Stuttgart am „Katharinenstift“ (1818) und an der „Paulinenpflege“ (1820). 1826 wurde er schließlich in die „Königliche Kommission für die Erziehungshäuser“ berufen.
Darüber hinaus nahm Lotter Anteil an der Bibelverbreitung. Er wurde erster ehrenamtlicher Sekretär der „Württembergischen Bibelanstalt“ (heute „Württembergische Bibelgesellschaft“), die im September 1812 in seinem Stuttgarter Elternhaus gegründet wurde.
Lotter wurde auch durch seine schriftstellerische wie kompilatorische Tätigkeit bekannt. Er veröffentlichte über 50 Titel, neben Sachbüchern (unter anderem zur Geographie) vor allem Sammelwerke religiös-moralischer Geschichten und Erzählungen für die Jugend. Weit über Württembergs Grenzen hinaus verbreitet war insbesondere die mehrteilige, von 1807 bis 1834 erschienene Anthologie Beyspiele des Guten. Sie zählt zu den bedeutenden Werken der deutschen Jugendliteratur des beginnenden 19. Jahrhunderts.
Lotters Wirken war „philanthropisch-pietistisch motiviert“. Dies machte ihn zu einem Vorläufer der Inneren Mission in Württemberg.

## Schriften (Auswahl)
- Beyspiele des Guten. Eine Sammlung edler und schöner Handlungen und Charakter-Züge aus der Welt- und Menschen-Geschichte aller Zeiten und Völker. Der Jugend und ihren Freunden gewidmet. 2 Teile, Steinkopf, Stuttgart 1807/1808; Teile 3–5 (auch unter verändertem Titel) 1809 ff., zahlreiche Auflagen. (Digitalisat Teile 1-3).
- Beyspiele des Guten aus dem weiblichen Wirkungskreise. Geschichtliche Darstellungen edler Gesinnungen und Handlungen zur Förderung christlicher Tugend und Glückseligkeit. Steinkopf, Stuttgart 1834 (Digitalisat).

## Einzelnachweis
1. ↑  Werner Raupp, 1993 (Lit.), Sp. 268.

| Personendaten    | Personendaten                                    |
| ---------------- | ------------------------------------------------ |
| NAME             | Lotter, Tobias Heinrich                          |
| KURZBESCHREIBUNG | deutscher Kaufmann, Armenpfleger, Schriftsteller |
| GEBURTSDATUM     | 14. September 1772                               |
| GEBURTSORT       | Stuttgart                                        |
| STERBEDATUM      | 20. Februar 1834                                 |
| STERBEORT        | Stuttgart                                        |